# Ételle
Une ételle est un fin morceau de bois de dimension très supérieure aux composants de la sciure, souvent un copeau long et grossier produit au cours de l'abattage ou de l’équarrissage du bois, plus rarement une petite bûche ou une bûche. Au pluriel, le substantif prend souvent le sens nettement différent de débris de bois et/ou même uniquement d'écorces. Ce terme commun des métiers anciens du bois ou des cultures paysannes de l'Est de la France, surtout de la Savoie à la Lorraine, tend à disparaître ou à se limiter au lexique technique des exploitants forestiers, transformateurs du matériau bois, charpentiers et menuisiers. 
Les ételles étaient autrefois recherchées auprès des scieries ou des campements forestiers de bûcherons et de scieurs de long pour constituer des réserves de menus bois sec de façon à pouvoir démarrer facilement un feu. Les fours de boulanger en consommaient aussi de grandes quantités.

## Définitions
Le supplément du Littré de 1877 mentionne que ce terme régional, qu'il suppose connu depuis 1807, est issu de l'ancien français estèle, éclat de lance, et se définit comme un déchet de bois produit par la coupe, en particulier le travail à la hache.
Le Grand Larousse de l'année 1921 précise que ce déchet de bois est plus grand que la sciure et qu'il s'agit souvent d'un copeau produit par l’équarrissage du bois.
Le Trésor de la Langue Française définit l'ételle comme un fragment de bois, plus gros que le copeau, produit par l'abattage des arbres ou l’équarrissage des pièces de bois à la cognée chez le charpentier traditionnel. 
Curiosité scientifique connue des observateurs de la nature, il existe des ételles de foudre. Ce sont parfois des centaines de baguettes de bois allongées, plus ou moins fines, produites par la foudre tombée sur le bois d'un tronc ou d'une grosse branche. L'énergie du choc provoque la projection de certaines d'entre elles avec une force vive qui leur permet de se planter dans d'autres tronc d'arbres. 

## Origine du terme
Le mot provient de l'ancien français du XIIe siècle estele ou astele, parfois écrit estelle, désignant l'éclat de bois ou plus fréquemment l'éclat de lance qui blesse le combattant. Le mot plus tardif estel désignait aussi un petit pieu ou piquet, voire une cheville ou une pièce de bois comportant des encoches pour mesurer : il est parent de la pièce ou pieu d'étalonnage, l'étalon. 
Mais la polysémie marque déjà l'ancien français astele. Trois sens sont reconnus :
- 1. morceau, éclat de bois (en liaison avec le verbe asteler au sens de briser en éclats, en pièces)
- 2. latte, attelle, planchette
- 3. poteau, jambage d'une porte (en liaison avec le même verbe asteler au troisième sens d'attacher, fixer).

Cette polysémie en liaison avec l'action est typique des vieux vocables indo-européens. Les idées de frappe, de soutien et d'attache caractérisent aussi le terme ancien-français attesté en 1080, estache, issu étymologiquement du francique *stakka, pieu. Les trois sens de ce terme à l'origine du mot français "attache" , retenus par le dictionnaire d'ancien-français Greimas, sont : 
- 1. pieu, poteau, pièce de bois
- 2. appui, soutien
- 3. attache, lien

Le second sens du verbe asteler (garnir d'éclisses) le rapproche des substantifs estel ou étalon. Notons que cette famille est celle qui a donné astelier vers 1332, soit le tas de petites chutes de bois ou d'atelles marquant le lieu de travail du charpentier sur un chantier.  
Le mot d'origine latine ou gallo-romaine astella ou astula, soit la planchette est parfaitement adaptée au second sens. Il est aussi fort probable que cette famille de mot ait été fortement influencée par les vocables germaniques, francique et/ou alémanique alors voisins, peuples souvent habiles au travail du bois. Est-il nécessaire d'invoquer une filiation sémantique avec les vocables proche de la racine stall* au sens de poser, étendre, étaler, arrêter ? Le réveil des adaptations d'action sur les sens du terme gallo-romain suffit.   

## Le terme en français régional et autres dialectes romans
La variante écrite en français régional atelle est attestée en 1807 dans le Maine et la Normandie. On dit encore estelle dans le Velay. Le verbe ételer en Poitou indique l'action de fendre le gros bois par quartier.  
Le dialecte vosgien, issu de l'ancien français, définissait précisément une ételle, soit : 
- enne stèlle : un copeau produit par un coup de la hache.
- enne stèlatte : un petit copeau

De manière péjorative, à l'instar de l'ancien français, il assimile l'ételle à une langue disant d'un mauvaise femme trop bavarde : Elle mène sè stelle après tot le monde (Elle parle mal de tout le monde). Sans doute par dérivation, l'expression demourer stel signifiait demeurer coi, rester imperturbablement silencieux.
Le français véhiculaire des Vosges emploie presque exclusivement le substantif au pluriel avec le sens de débris génériques de bois. Les ételles peuvent désigner des morceaux d'écorces encore enroulées.« Le tourneur Sporte faisant siffler sa roue et dévidant ses ételles en rubans sans fin.»
Mais il n'est nulle nécessité d'aller aux marges de la France d'oïl pour découvrir le mot et la chose. Le petit peuple qui, enfants ou adultes munis de hachettes, de hottes ou de paniers, hante le bois de Vincennes, récupère le petit bois et porte ételles et copeaux vers la grand ville, ainsi que l'écrivaient les frères Goncourt en résidence parisienne.

## Homonyme dans le registre maritime et fluvial
L'ételle désigne aussi sur les côtes de la Manche, en particulier sur les bords de la Seine, une grande vague secondaire qui se produit à la suite du mascaret ou de la barre. Elle est perçue d'abord par ses éclats d'eau puis par l'annonce prochaine d'étalement et de retour au calme de l'eau. Aussi l'idée de la facilité d'étalement, qui est aussi une propriété des ételles de bois du fait de leurs formes à la fois planes et allongées, semblerait justifier une lointaine origine étymologique commune.  